# Code: Realize - Guardian of Rebirth
Code: Realize - Guardian of Rebirth, i Japan känt som Code: Realize - Sousei no Himegimi (Code:Realize ～創世の姫君～?), är ett otome-spel i genren visuell roman, som utvecklades av Otomate, och gavs ut av Design Factory och Idea Factory till Playstation Vita den 27 november 2014 i Japan. En engelskspråkig version gavs ut av Aksys Games den 20 oktober 2015 i Nordamerika och den 21 oktober 2015 i Europa. i Europa gavs spelet enbart ut digitalt.

## Handling
Spelet handlar om Cardia, en ung kvinna som bor ensam i en övergiven herrgård i utkanten av London. Hennes kropp bär på ett gift som får det hennes hud vidrör att förruttna eller smälta; på grund av detta kallar lokalbefolkningen henne ett monster. Hon bor i herrgården på uppmaning av sin far, som två år innan händelserna i spelet fick henne att lova att hålla sig utom synhåll och att aldrig bli förälskad; hon har inte talat med sin far sedan dess, och har inget minne av något före samtalet.
En dag bryter de kungliga vakterna sig in i herrgården för att ta Cardia till fånga, men gentlemannatjuven Arsène Lupin ingriper och hjälper henne att fly. Cardia och Lupin beger sig iväg på en resa tillsammans för att hitta Cardias far.

## Mottagande
| Mottagande      | Mottagande    |
| Samlingsbetyg   | Samlingsbetyg |
| Tjänst          | Betyg         |
| --------------- | ------------- |
| Gamerankings    | 85%           |
| Metacritic      | 85/100        |
| Recensionsbetyg |               |
| Publikation     | Betyg         |
| Hardcore Gamer  | 4,5/5         |

Spelet har blivit till stor del positivt mottaget av kritiker; det har betygen 85/100 respektive 85% på recensionssammanställningssidorna Metacritic och Gamerankings.

## Annan media
En radioteater baserad på spelet, London Love Story (ロンドンLOVEストーリー Rondon Love Sutōrī?), släpptes på CD den 18 mars 2015 i Japan.